# Lecelles
Lecelles is een gemeente in het Franse Noorderdepartement (Frans: département du Nord) (regio Hauts-de-France). De gemeente maakt deel uit van het arrondissement Valenciennes. Lecelles ligt tegen de grens met België. Lecelles telde op 1 januari 2022 3.048 inwoners.

## Geschiedenis
Lecelles behoorde tijdens het ancien régime tot de heerlijkheid van de Abdij van Saint-Amand in Tournaisis. Tot 1521 was Tournaisis Frans. Het werd veroverd door keizer Karel V en bleef onderdeel van de Spaanse Nederlanden tot 1668 (Vrede van Aken). Terwijl de rest van Tournaisis in 1713 door de Vrede van Utrecht weer bij de Nederlanden kwam, bleven Saint-Amand en Lecelles Frans.

## Geografie
De oppervlakte van Lecelles bedroeg op 1 januari 2022 16,24 vierkante kilometer; de bevolkingsdichtheid was toen 187,7 inwoners per km².

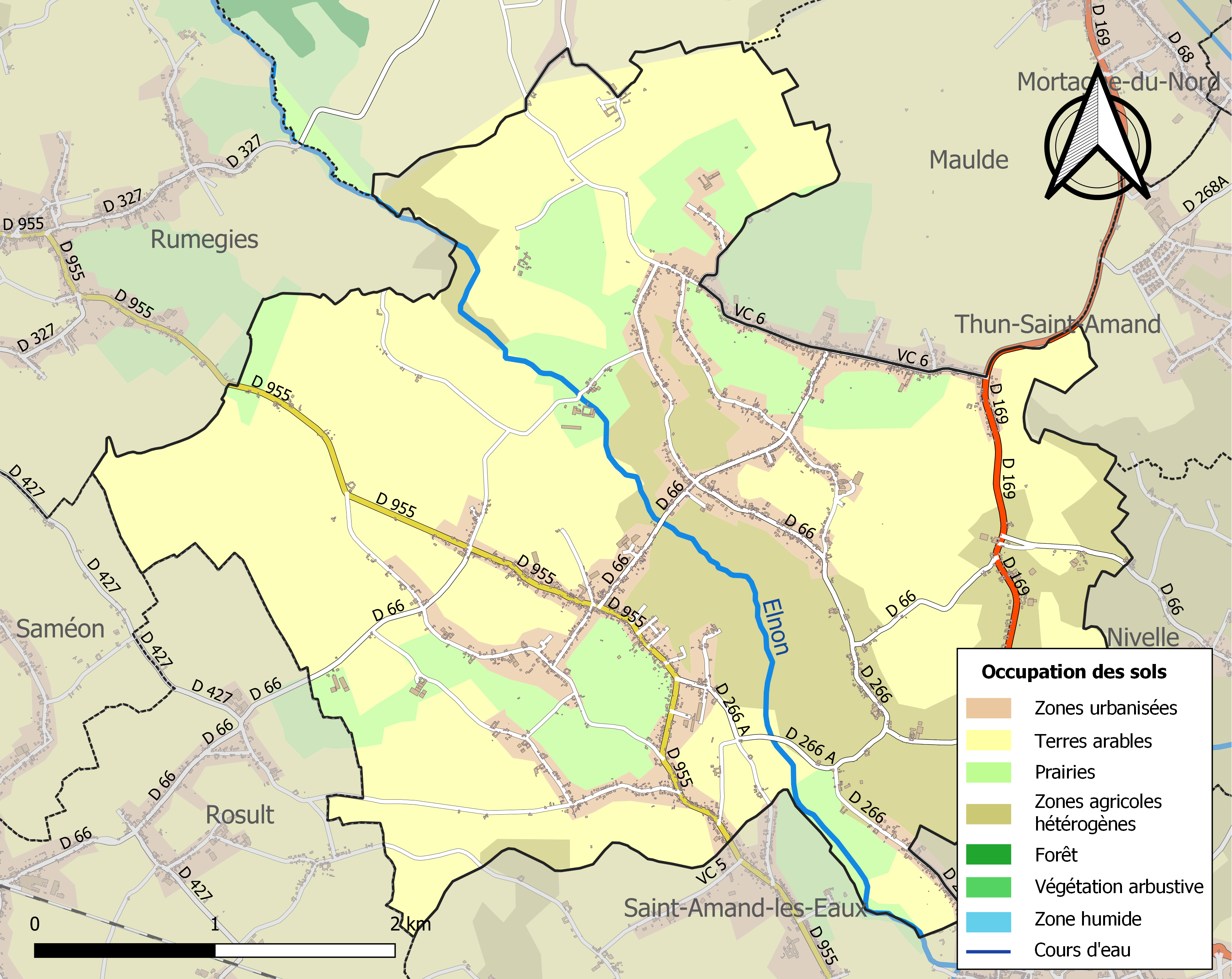
Kaart van de gemeente met belangrijkste infrastructuur, bodemgebruik en omliggende gemeenten

## Bezienswaardigheden
- De Sint-Dionysiuskerk (Église Saint-Denis) verving een oudere kerk die getroffen werd door wateroverlast. Een nieuwe kerk, dichterbij het centrum, kwam gereed in 1759.
- De Protestantse kerk (Temple de protestants) werd gebouwd van 1811-1825 en in 1883 voorzien van een neoromaanse voorgevel.

## Natuur en landschap
De Elnon stroomt door Lecelles. De hoogte aan de kerk bedraagt 22 meter.

## Foto's

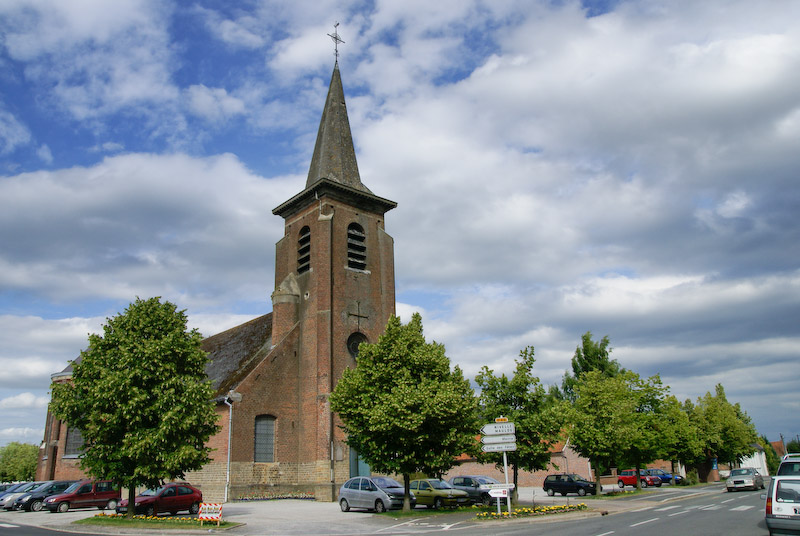
Lecelles, kerk: église Saint-Denis
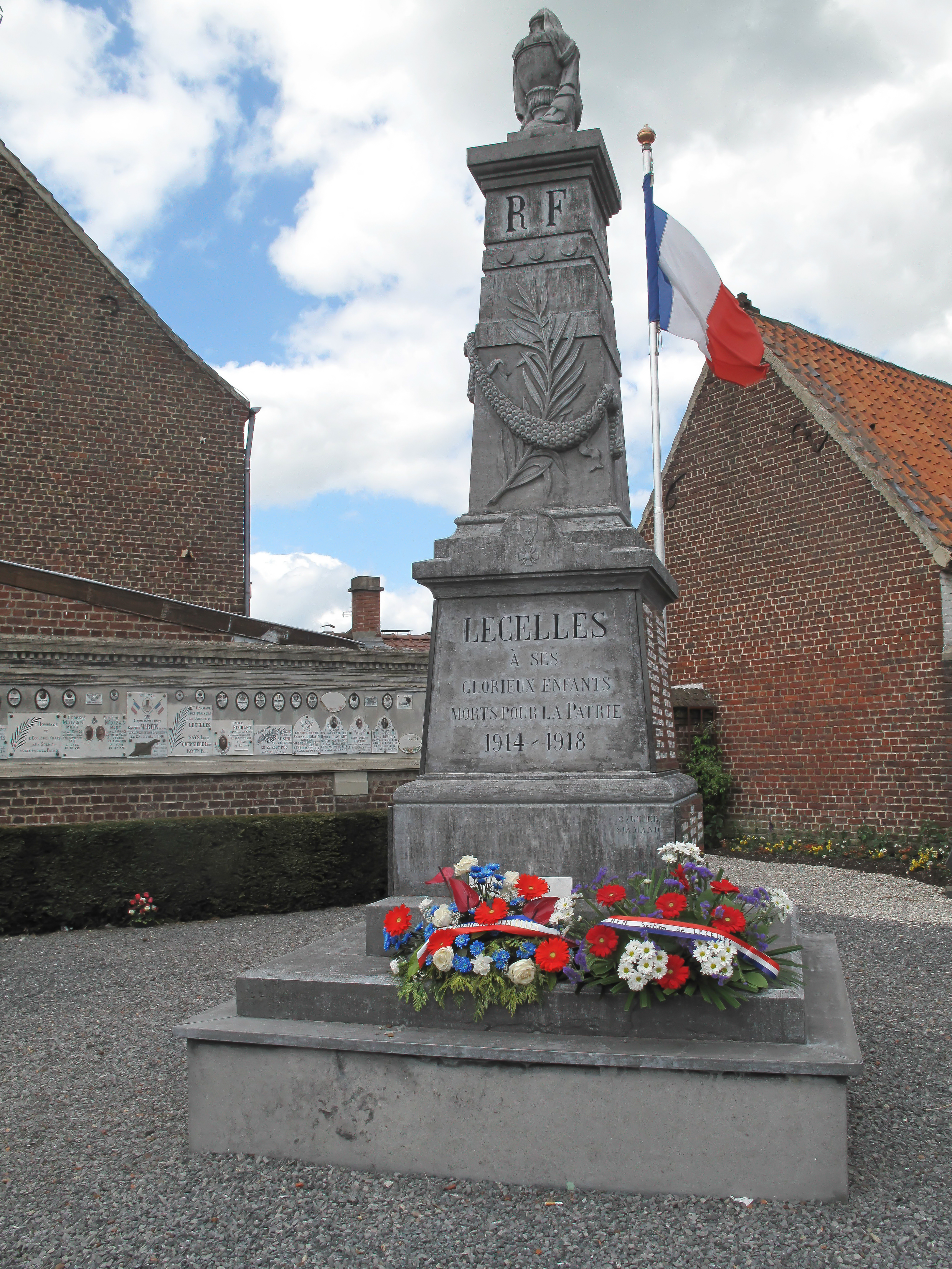
Lecelles, oorlogsmonument
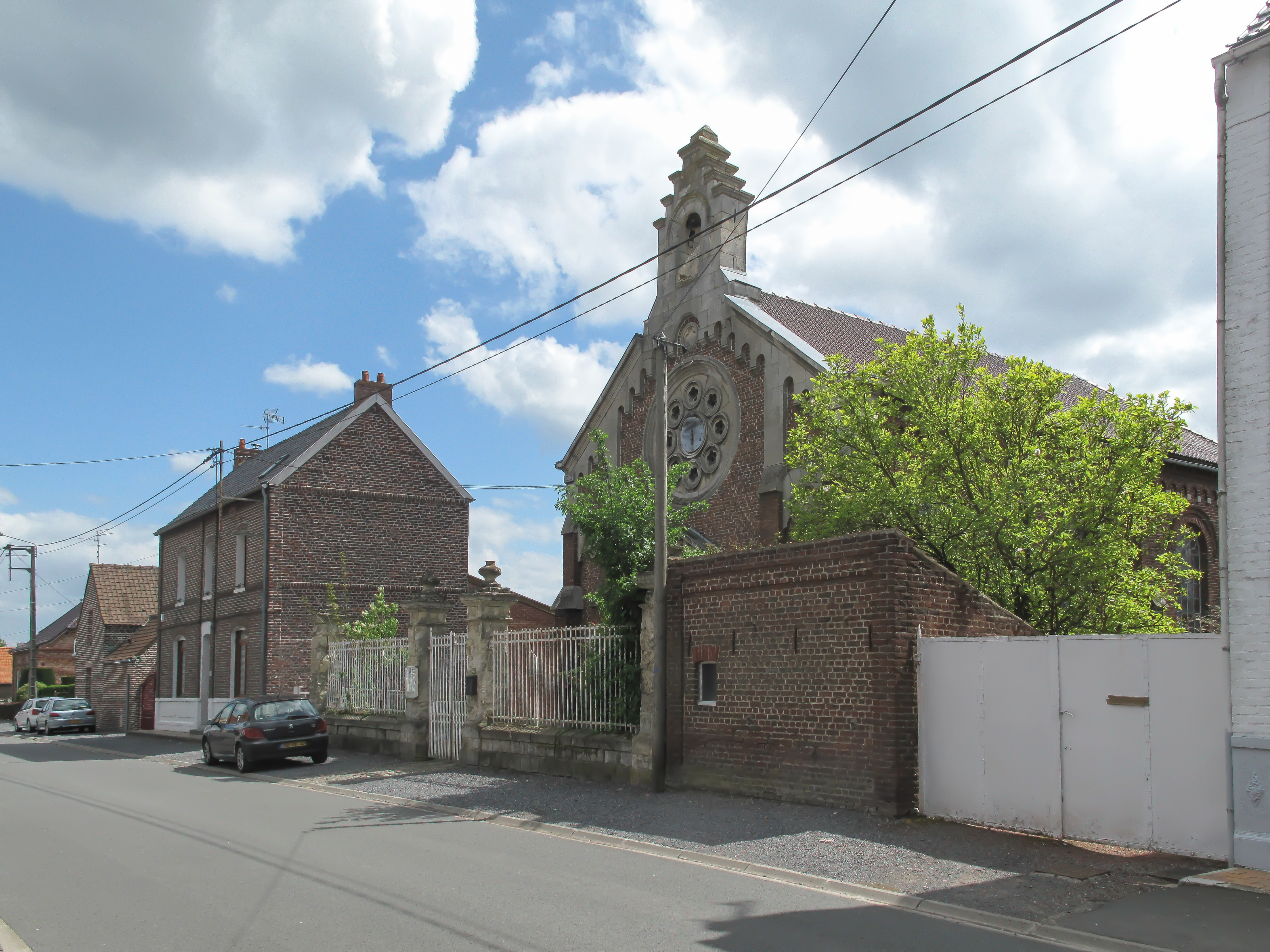
Lecelles, straatzicht
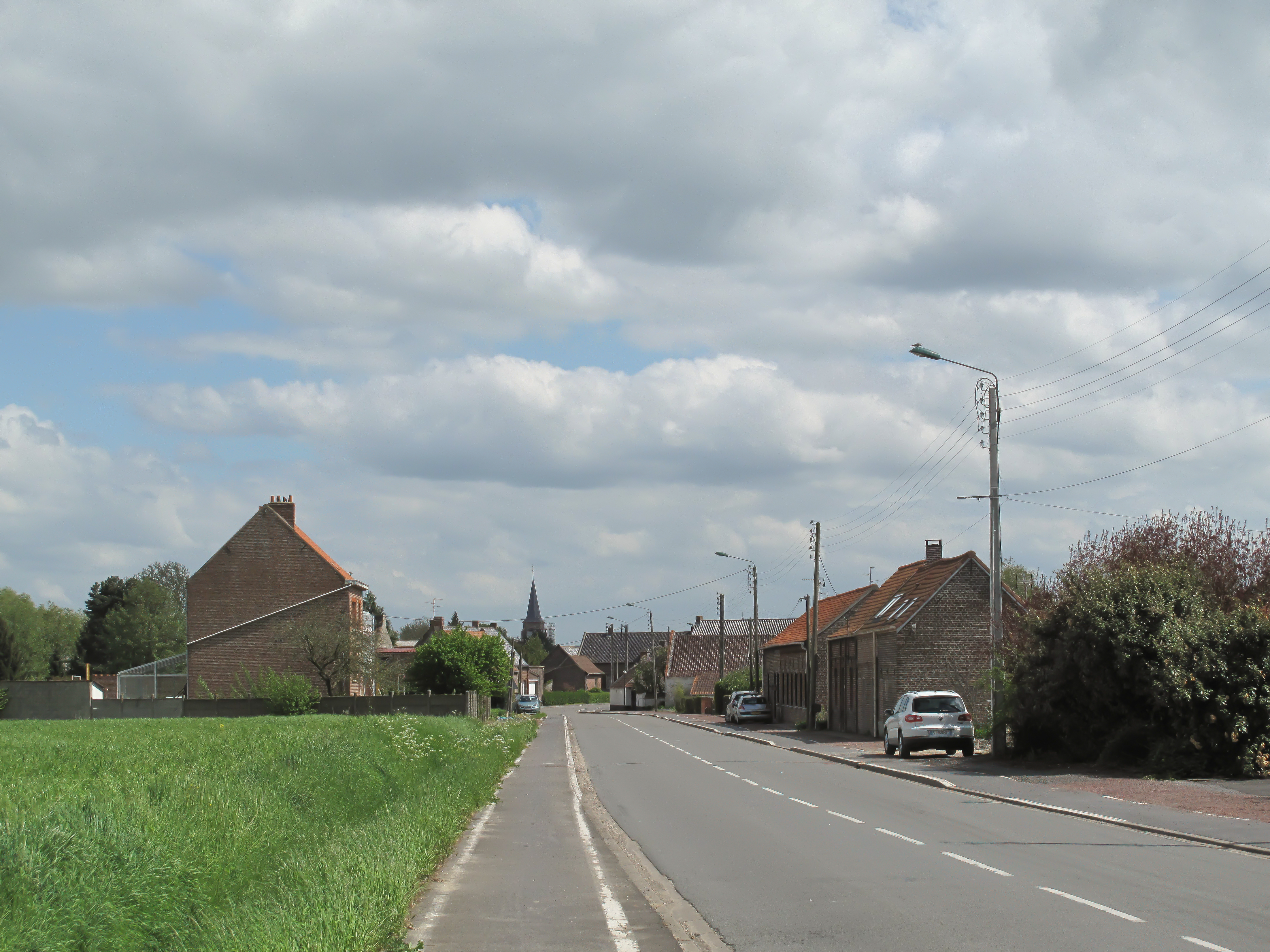
Lecelles, straatzicht

## Demografie
Onderstaande figuur toont het verloop van het inwonertal (bron: INSEE-tellingen).

## Nabijgelegen kernen
Rumegies, Rosult, Saint-Amand-les-Eaux, Maulde